# Muhammetnazar Gapurow
Muhammetnazar Gapurowiç Gapurow (15 de fevereiro de 1922 - 13 de julho de 1999) foi um político turcomeno e primeiro secretário do Partido Comunista da República Socialista Soviética do Turcomenistão de 1969 até 1985. Ele passou toda a sua carreira no Partido Comunista, tornando-se o político mais influente da república por quase duas décadas na era Brejnev.

## Início de vida e carreira
Gapurow nasceu em uma pequena aldeia perto de Charjou (atual Türkmenabat). Em dezembro de 1941, ele foi convocado para o exército, servindo como comandante de uma seção de artilheiros na 88ª Brigada Separada de Rifles do Distrito Militar da Ásia Central. De 1941 a 1944, esteve na ativa do Exército Vermelho durante a Segunda Guerra Mundial. Em 1948, ele se juntou ao Partido Comunista como chefe do Departamento de Propaganda no nível distrital no oblast de Charjou e gradualmente subiu a hierarquia do partido. Ele se formou no Instituto Pedagógico em Asgabade em 1954. De 1951 a 1955, trabalhou como primeiro secretário da organização Komsomol, e mais tarde ocupou vários cargos partidários antes de assumir a liderança da república.

## Liderança do Turcomenistão
Em 1969, foi nomeado primeiro-secretário do Partido Comunista da República Socialista Soviética do Turcomenistão. Durante seu mandato, a república recebeu investimentos consideráveis em sua modernização dos setores de gás e petróleo, e os padrões de vida aumentaram significativamente para a população em geral. No entanto, o controle centralizado excessivo sobre o desenvolvimento econômico e a má gestão macroeconômica levaram a uma estagnação do crescimento econômico na maioria dos setores da economia da república no final dos anos 1970 e início dos anos 1980. A era de Gapurow também testemunhou um maior crescimento do nepotismo, rivalidades regionais e corrupção.
Em 1985, o novo secretário-geral, Mikhail Gorbatchov, removeu Gapurow de seu cargo devido a um escândalo de corrupção relacionado ao algodão e o enviou para a aposentadoria.

## Últimos anos
Ele nunca retornou à arena política e ocupou vários cargos menores no final dos anos 1980. Ele escreveu vários livros e artigos durante a era soviética, principalmente sobre o Partido Comunista e questões de desenvolvimento do Turcomenistão. Na década de 1990, ele começou a escrever suas memórias, mas elas estavam inacabadas quando ele morreu em 13 de julho de 1999. Ele era conhecido por ter um filho, Batyr, que morreu de parada cardíaca em setembro de 2015, aos 61 anos.